# Nang (arrondissement)
Nang Dzong, Chinees: Nang Xian is een arrondissement in de prefectuur Nyingtri in de Tibetaanse Autonome Regio, China. De hoofdplaats is de gelijknamige gemeente.
Het heeft een oppervlakte van 4.186 km² en in 1999 telde het 14.238 inwoners. De gemiddelde jaarlijkse temperatuur is 9 °C en jaarlijks valt er gemiddeld 600 mm neerslag.

## Bestuurlijke indeling
Het arrondissement bestaat uit drie grote gemeentes en drie verdere gemeentes:
| Type           | naam    | Chinees |
| -------------- | ------- | ------- |
| grote gemeente | Nang    | 朗镇    |
| grote gemeente | Zhongda | 仲达镇  |
| grote gemeente | Dongga  | 洞嘎镇  |
| gemeente       | Jindong | 金东乡  |
| gemeente       | Laduo   | 拉多乡  |
| gemeente       | Dengmu  | 登木乡  |